# Falknis
Il Falknis (2562 m s.l.m.) è una montagna della Catena del Reticone, sottosezione delle Alpi Retiche occidentali.

## Descrizione
Si trova lungo il confine tra Liechtenstein e Svizzera ed orograficamente appartiene alle Alpi Retiche occidentali.